# Fibula celtica

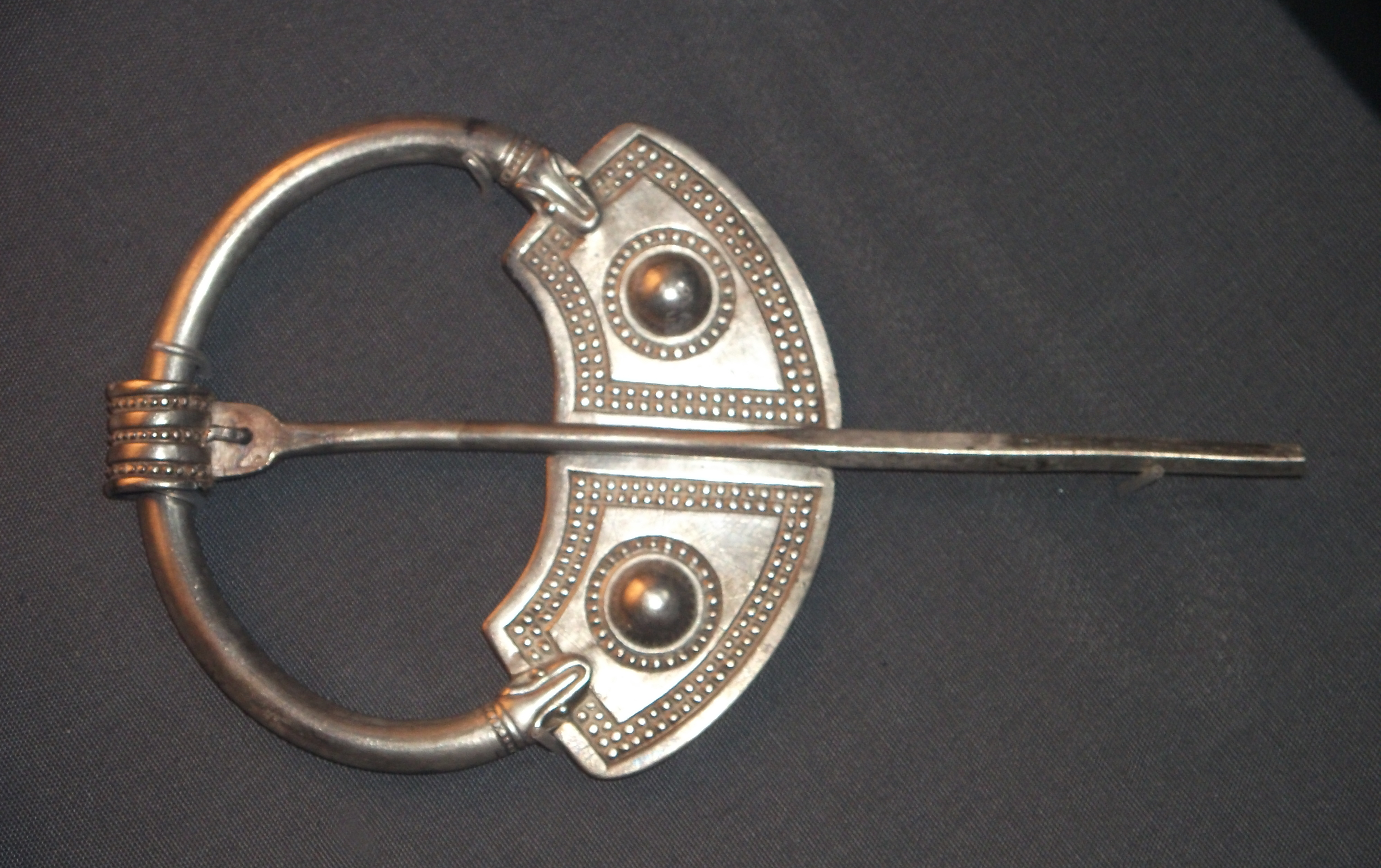
Fibula "celtica" dell'epoca vichinga rinvenuta a Penrith Hoard

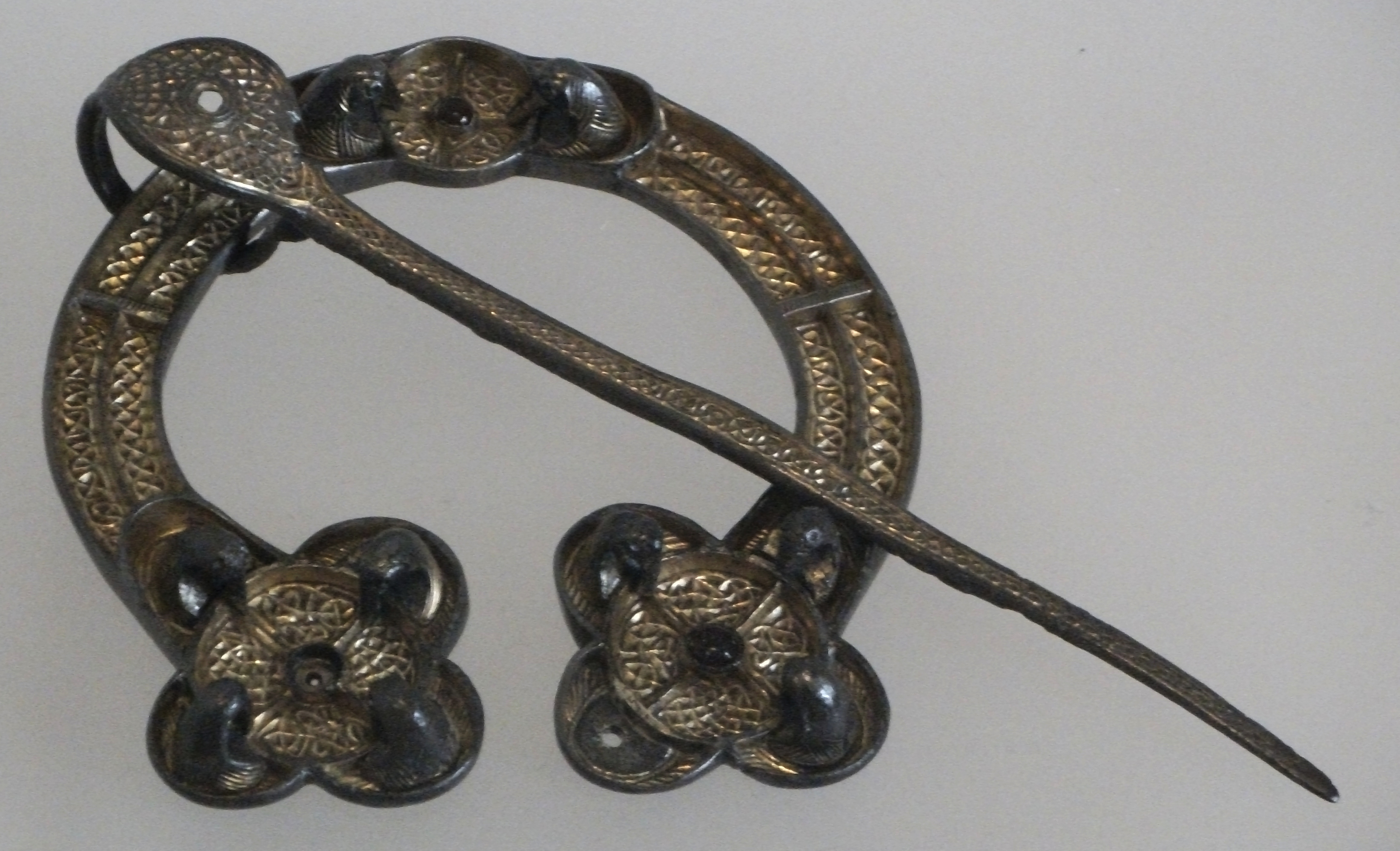
"Fibula di Rogart" (tipo "Penannular") - Museum of Scotland, inv. FC2

La Fibula celtica è una particolare tipologia di fibula utilizzata dalle popolazioni celtiche per assicurare al corpo capi di vestiario (fond. il mantello). I manufatti di questo tipo sono solitamente datati ai primi secoli dell'Alto Medioevo e prodotti nelle Isole britanniche. Sono caratterizzati dalla presenza di un lungo spillo assicurato a un anello.
Se ne distinguono tre tipologie:
- Fibule Penannular - ad anello aperto, atte ad agganciare la stoffa senza bucarla;
- Fibule Pseudo-Penannular - ad anello chiuso con simulazione degli apici terminali;
- Fibule Thistle - di foggia più semplice, prodotte durante le ultime fasi dell'epoca vichinga (XI secolo).

Inizialmente un semplice elemento metallico di supporto nel vestiario dei Celti, il cui utilizzo data alla prima età del ferro, le fibule divennero veri e propri oggetti di oreficeria tra l'VIII e il X secolo. Manufatti preziosissimi vennero in quel periodo prodotti per le élite gaeliche dominanti in Scozia e Irlanda, costituendosi quale parte fondamentale dell'arte celtica altomedievale e, specificatamente, della cosiddetta arte insulare.

## Storia

### Origini
Nel III-IV secolo si diffonde (presumibilmente nella Britannia sud-occidentale e in Galles, stando ai ritrovamenti) una tipologia di fibula penannular con estremità apicali dell'anello di dimensioni accentuate e decorate da motivi zoomorfi, con o senza teste umane, e smalto. Il modello scompare dalla Britannia nel V secolo ma viene ripreso in Irlanda nel VI-VII secolo e sviluppato: le estremità si ingrossano, perdurano le decorazioni zoomorfe con aggiunte astratte e allo smalto si affiancano tarsie in vetro. La lunghezza dello spillo aumenta sino a divenire quasi il doppio del diametro dell'anello. Parallelamente ai gaeli d'Irlanda, anche i gaeli scozzesi e i Pitti sviluppano le penannular ricorrendo però a stilemi decorativi comuni al resto della locale produzione orafa (es. reliquiari cristiani).

### Età d'oro

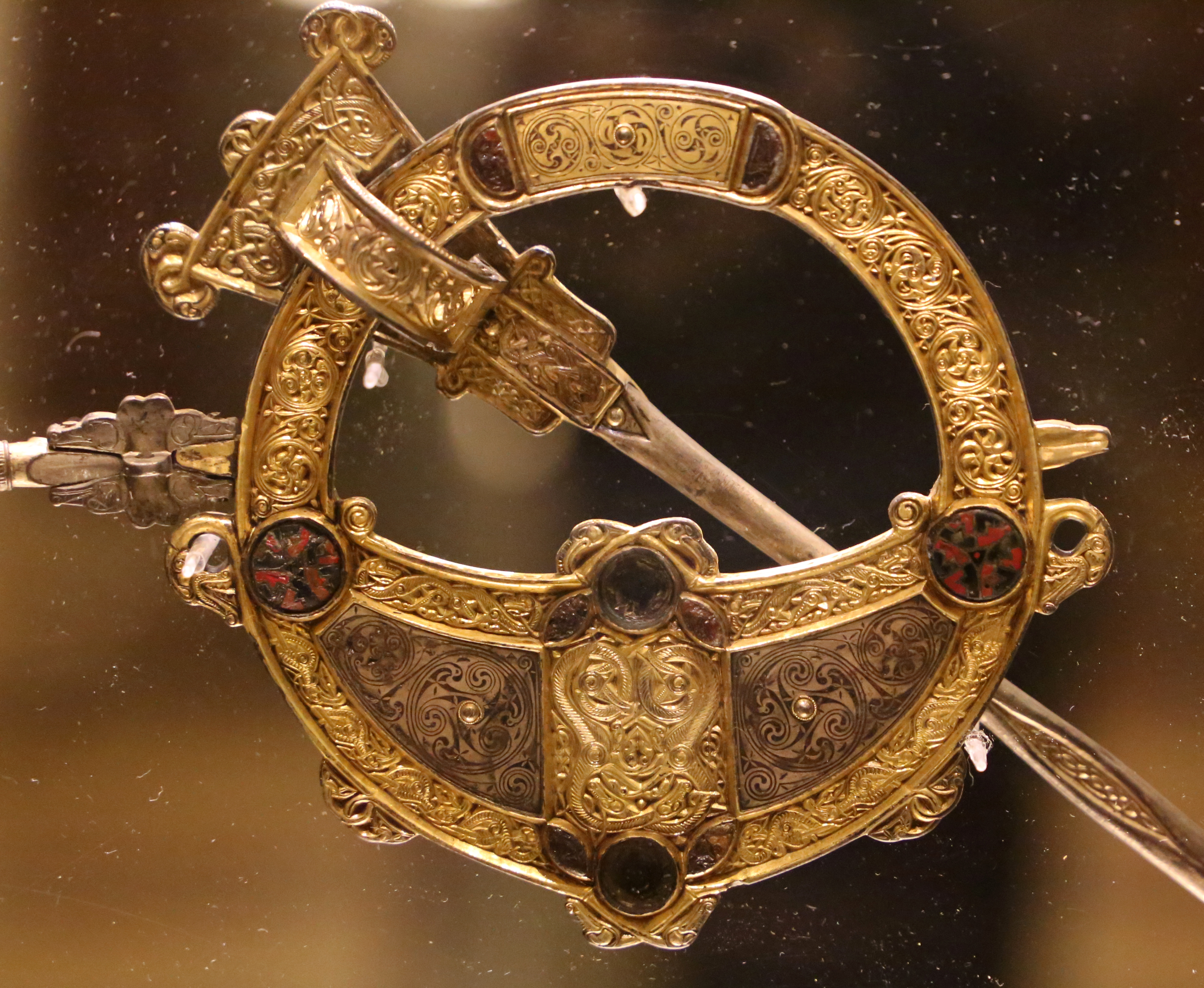
Fibula di Tara (dettaglio)

Poco dopo il 700, iniziarono a essere prodotte nelle isole britanniche grandi fibule in metalli preziosi ornate di gemme: manufatti di fattura pregiatissima, espressione delle mature capacità orafe di artisti, destinate alle élite celtiche. In Irlanda, fibule di quest'altissima qualità vennero prodotte per due secoli, mentre i Pitti le realizzarono "dalla metà dell'ottavo al principio del nono secolo". La parentesi temporale ristretta della produzione scozzese comportò la realizzazione di manufatti più standardizzati, seppur sempre di fattura squisita, rispetto all'estro della produzione irlandese. Si ritiene  che all'origine di questa nuova, spettacolare produzione di grandi fibule riccamente decorate abbia concorso la contaminatio artistica veicolata dagli spostamenti dei monaci irlandesi sul continente, interessato nel medesimo periodo alla estrosa produzione orafa delle corti romano-barbariche.